# Fablehaven
Fablehaven är en bokserie för barn i genren fantasylitteratur, skriven av den amerikanska författaren Brandon Mull. Serien handlar om Kendra och Seth som åker till sin farmor och farfar när deras föräldrar ska på kryssning. Barnen upptäcker Fablehaven, en skyddad plats där mytologiska varelser som älvor och troll lever. Men det är något som inte stämmer på Fablehaven. De förstår snart att många faror lurar på dem, och de måste vara försiktiga med vilka de litar på. Serien är utgiven på svenska av bokförlaget Rabén & Sjögren.

## Böcker i serien
- Fablehaven (2006).
- Fablehaven: Rise of the Evening Star (2007)
- Fablehaven: Grip of the Shadow Plague (2008)
- Fablehaven: Secrets of the Dragon Sanctuary (2009)
- Fablehaven: Keys to the Demon Prison (2010)

### Utgivning på svenska
- Den förbjudna skogen (2010)
- Aftonstjärnans hämnd (2011)
- I skuggornas makt  (2012)
- Draktemplets hemlighet (2012)
- Demonfängelset (2013)
- Mull, Brandon; Risheden Jan (2012). Draktemplets hemlighet. Fablehaven ; [4]. Stockholm: Rabén & Sjögren. Libris 13500898. ISBN 978-91-29-67915-1
- Mull, Brandon; Risheden Jan (2012). I skuggornas makt. Fablehaven ; [3]. Stockholm: Rabén & Sjögren. Libris 12348278. ISBN 978-91-29-67914-4
- Mull, Brandon; Risheden Jan (2011). Aftonstjärnans hämnd. Fablehaven ; [2]. Stockholm: Rabén & Sjögren. Libris 12086759. ISBN 978-91-29-67602-0
- Mull, Brandon; Risheden Jan (2010). Den förbjudna skogen. Fablehaven ; [1]. Stockholm: Rabén & Sjögren. Libris 11814591. ISBN 978-91-29-67366-1